# Буси Сент Антоан
Буси Сент Антоан (фр. Boussy-Saint-Antoine) је насељено место у Француској у региону Париски регион, у департману Есон.
По подацима из 2011. године у општини је живело 6241 становника, а густина насељености је износила 2152,07 становника/km².

## Демографија
| 1962. | 1968. | 1975. | 1982. | 1990. | 2011. |
| ----- | ----- | ----- | ----- | ----- | ----- |
| 578   | 2.360 | 5.990 | 5.982 | 5.924 | 6.241 |